# Clifton (Colorado)
Clifton es un lugar designado por el censo ubicado en el condado de Mesa en el estado estadounidense de Colorado. En el Censo de 2010 tenía una población de 19.889 habitantes y una densidad poblacional de 1.265,1 personas por km².

## Geografía
Según la Oficina del Censo de los Estados Unidos, Clifton tiene una superficie total de 15.72 km², de la cual 15.54 km² corresponden a tierra firme y (1.14%) 0.18 km² es agua.

## Demografía
Según el censo de 2010, había 19.889 personas residiendo en Clifton. La densidad de población era de 1.265,1 hab./km². De los 19.889 habitantes, Clifton estaba compuesto por el 84.39% blancos, el 0.93% eran afroamericanos, el 1.38% eran amerindios, el 0.51% eran asiáticos, el 0.08% eran isleños del Pacífico, el 8.9% eran de otras razas y el 3.81% pertenecían a dos o más razas. Del total de la población el 21.27% eran hispanos o latinos de cualquier raza.